# Servizio sanitario dell'Alto Adige
L'Azienda sanitaria dell'Alto Adige (in tedesco Südtiroler Sanitätsbetrieb, in ladino Azienda Sanitera de Sudtirol, acronimo Asdaa in italiano e Sabes in tedesco), è un ente strumentale di diritto pubblico della Provincia autonoma di Bolzano a cui compete l'erogazione dell'assistenza sanitaria a livello provinciale. Dal marzo 2024 è diretta da Christian Kofler in qualità di Direttore generale.
Fondata nel 2007, L’Azienda sanitaria dell’Alto Adige è suddivisa in quattro Comprensori sanitari (Bolzano, Bressanone, Brunico e Merano) e gestisce sette ospedali (Bolzano, Bressanone, Vipiteno, Brunico, San Candido, Merano e Silandro).

## Base giuridica e competenze
Ai sensi dell'articolo 4 della legge provinciale n. 3 del 21 aprile 2017, l'Azienda sanitaria dell'Alto Adige è un ente strumentale della Provincia autonoma di Bolzano. Come soggetto "dotato di personalità giuridica pubblica e di autonomia gestionale" è responsabile della "erogazione delle prestazioni sanitarie nel rispetto dei livelli essenziali di assistenza" in Alto Adige (ibid.). La sua istituzione si fonda sulle leggi provinciali n. 7 del 5 marzo 2001,, n. 14 del 5 novembre 2001, e n. 3 del 21 aprile 2017.
In qualità di fornitore di assistenza sanitaria completa, l'Azienda copre sia il servizio di medicina d'urgenza sia l'assistenza medica programmata, nonché servizi riabilitativi, psicologici e psichiatrici. Come tutte le aziende sanitarie in Italia, anche l'Azienda sanitaria dell'Alto Adige è finanziata con fondi pubblici (modello Beveridge). Parte del finanziamento proviene anche dai ticket che le/gli utenti pagano come quota di partecipazione al costo delle prestazioni assistenziali richieste.

## Storia
Dalla fine degli anni '70 il sistema sanitario italiano, e quindi anche quello altoatesino, hanno subito diverse trasformazioni. Dopo le riforme ospedaliere degli anni 1968-1970, il quarto Governo Andreotti promosse nel 1978 una riforma sanitaria generale che determinò la creazione del Servizio Sanitario Nazionale con decorrenza dal 1º luglio 1980 e la contestuale abolizione delle casse mutue. Per effetto di questa innovazione normativa, il servizio sanitario altoatesino venne suddiviso in quattro unità sanitarie locali, tra loro indipendenti, che oltre alle cure ospedaliere fornivano assistenza sanitaria a domicilio e servizi di riabilitazione. La riforma statale del 1992/93 ha trasformato le quattro unità sanitarie in aziende sanitarie. A livello di legislazione locale, l'Azienda Sanitaria ha assunto la sua forma attuale con la modifica del 2006 della già citata legge provinciale n. 7/2001: con questo intervento le quattro aziende sanitarie altoatesine sono state accorpate in un unico soggetto. A decorrere dal 1º gennaio 2007 l'Azienda Sanitaria dell'Alto Adige ha avviato la sua attività come ente strumentale della Provincia autonoma di Bolzano dotato di autonomia gestionale. La precedente ripartizione organizzativa strutturata su quattro aziende sanitarie trova corrispondenza nell'attuale suddivisione del territorio provinciale in altrettanti comprensori sanitari.

## Organizzazione
L'azienda sanitaria dell'Alto Adige è suddivisa in quattro comprensori sanitari a cui fanno capo sette strutture ospedaliere pubbliche: 
- Comprensorio sanitario di Bolzano con l'Ospedale centrale di Bolzano;
- Comprensorio sanitario di Bressanone con l'ospedale aziendale di Bressanone e l'ospedale di base di Vipiteno;
- Comprensorio sanitario di Merano con l'ospedale aziendale di Merano e l'ospedale di base di Silandro;
- Comprensorio sanitario di Brunico con l'ospedale aziendale di Brunico e l'ospedale di base di San Candido.

L'Azienda sanitaria dell'Alto Adige dispone di due dipartimenti (Dipartimento di Prevenzione, Dipartimento di Riabilitazione), del Centro provinciale trapianti e ulteriori venti servizi aziendali: Igiene degli Alimenti e Nutrizione (S.I.A.N.), Igiene e Sanità pubblica (S.I.S.P.), Medicina del lavoro, Medicina dello sport, Veterinario, Anatomia e Istologia patologica, Psichiatria dell'età evolutiva, Radioterapia, Reumatologia, Immunoematologia e trasfusionale, Pneumologia, Fisica sanitaria, Medicina legale, Emergenza medica, Anestesia e Rianimazione (EMAR), Reumatologia, Laboratorio di Microbiologia e Virologia, Innovazione, Ricerca e Insegnamento (IRTS, vedi sotto) e Laboratori. A questi si aggiungono i servizi ospedalieri e 24 distretti sanitari (più le relative succursali), questi ultimi distribuiti capillarmente su tutto il territorio provinciale.

## Ospedale di formazione
Da maggio 2022 l'ASDAA è accreditata come ospedale di formazione (in tedesco: Lehrkrankenhaus) dell'Università privata di medicina Paracelsus di Salisburgo. Gli studenti di medicina possono così svolgere una parte del loro percorso di studi in ciascuno degli ospedali dell'azienda. 

## Servizio per l'innovazione, la ricerca e l'insegnamento
Il Servizio per l'innovazione, la ricerca e l'insegnamento (ovvero Innovation, Research and Teaching Service, abbreviato in IRTS) è stato istituito con delibera del direttore generale dell'Azienda sanitaria n. 320 del 20 aprile 2021. È l'unica struttura clinica complessa direttamente subordinata alla direzione generale. Il servizio è stato fondato dall'ematologo Michael Mian, il quale lo dirige dal 1º giugno 2021. I compiti del servizio sono descritti nella delibera istitutiva e comprendono la promozione e il coordinamento a livello aziendale delle attività di sperimentazione clinica, l'ampliamento dell'infrastruttura di ricerca, il supporto del personale impegnato nella ricerca. Ulteriori competenze riguardano la documentazione dell'attività scientifica dell'azienda, l'istituzione di Clinical Trials Units, l'attuazione di propri progetti, la creazione delle condizioni organizzative e strutturali per offrire e ospitare attività di insegnamento per studenti di medicina, lo sviluppo della cooperazione con università, aziende farmaceutiche e altri istituti di ricerca. Dal 2021 l'IRTS organizza insieme alla Ripartizione per lo sviluppo del personale una scuola estiva annuale per studenti di medicina. Il servizio coordina tirocini e stage per studenti e medici specializzandi in collaborazione con partner universitari come l'università privata di medicina Paracelsus di Salisburgo, l'università Stradiņš di Riga, l'università di medicina Neumarkt am Mieresch Campus di Amburgo, l'università di medicina di Innsbruck e l'università di Verona.